# Beryl Oil Field
Beryl Oil Field är ett oljefält i Storbritannien. Det ligger i Nordsjön, 900 km norr om huvudstaden London.